# 4.º Ejército (Imperio alemán)
El 4.º Ejército (en alemán: 4. Armee / Armeeoberkommando 4 / A.O.K. 4) fue un nivel de mando de ejército del Ejército Imperial Alemán en la I Guerra Mundial. Fue formado tras la movilización en agosto de 1914 a partir de la VI Inspección del Ejército. El ejército fue disuelto en 1919 durante la desmovilización después de la guerra.

## Historia
Al comienzo de la guerra, el 4.º Ejército, con el 5.º Ejército, formaba el centro de los ejércitos alemanes en el frente occidental, moviéndose a través de Luxemburgo y Bélgica en apoyo de la gran rueda del ala derecha que iba a inmovilizar y derrotar a los ejércitos franceses. El 4.º Ejército derrotó a las tropas belgas en la frontera, expulsó a los franceses de las Ardenas y se enfrentó a la Fuerza Expedicionaria Británica en la "carrera hacia el mar" en la Primera batalla de Ypres. El 4.º Ejército se enfrentó a los británicos en Flandes por el resto de la guerra, defendiéndose notablemente en la batalla de Passchendaele (1917), atacando en la ofensiva alemana de primavera en 1918 y finalmente siendo rechazado en la Ofensiva de los Cien Días desde agosto de 1918.
Al final de la guerra servía como parte del Heeresgruppe Kronprinz Rupprecht.

### Orden de batalla, 30 de octubre de 1918
Para el final de la guerra, el 4.º Ejército estaba organizado como:
| Organización del 4.º Ejército el 30 de octubre de 1918 | Organización del 4.º Ejército el 30 de octubre de 1918 | Organización del 4.º Ejército el 30 de octubre de 1918 |
| Ejército                                               | Cuerpo                                                 | División                                               |
| ------------------------------------------------------ | ------------------------------------------------------ | ------------------------------------------------------ |
| 4.º Ejército                                           | Cuerpo Naval                                           | 1.ª División Naval                                     |
| 4.º Ejército                                           | Cuerpo Naval                                           | 2.ª División Naval                                     |
| 4.º Ejército                                           | Cuerpo Naval                                           | dos tercios de la 38.ª División Landwehr               |
| 4.º Ejército                                           | Cuerpo Naval                                           | un tercio de la 3.ª División                           |
| 4.º Ejército                                           | Cuerpo Naval                                           | 85.ª División Landwehr                                 |
| 4.º Ejército                                           | Cuerpo de Reserva de la Guardia                        | 3.ª División de Reserva                                |
| 4.º Ejército                                           | Cuerpo de Reserva de la Guardia                        | dos tericios de la 3.ª División                        |
| 4.º Ejército                                           | Cuerpo de Reserva de la Guardia                        | 13.ª División de Reserva                               |
| 4.º Ejército                                           | Cuerpo de Reserva de la Guardia                        | 16.ª División Bávara                                   |
| 4.º Ejército                                           | Cuerpo de Reserva de la Guardia                        | 36.ª División de Reserva                               |
| 4.º Ejército                                           | Cuerpo de Reserva de la Guardia                        | 11.ª División Bávara                                   |
| 4.º Ejército                                           | Cuerpo de Reserva de la Guardia                        | 4.ª División                                           |
| 4.º Ejército                                           | Cuerpo de Reserva de la Guardia                        | un tercio de la 38.ª División Landwehr                 |
| 4.º Ejército                                           | Cuerpo de Reserva de la Guardia                        | 16.ª División de Reserva                               |
| 4.º Ejército                                           | Cuerpo de Reserva de la Guardia                        | 23.ª División                                          |
| 4.º Ejército                                           | Cuerpo de Reserva de la Guardia                        | 3.ª División Landwehr                                  |
| 4.º Ejército                                           | Cuerpo de Guardias                                     | 26.ª División                                          |
| 4.º Ejército                                           | Cuerpo de Guardias                                     | 19.ª División                                          |
| 4.º Ejército                                           | Cuerpo de Guardias                                     | División Ersatz de la Guardia                          |
| 4.º Ejército                                           | Cuerpo de Guardias                                     | 207.ª División                                         |
| 4.º Ejército                                           | Cuerpo de Guardias                                     | 1.ª División Bávara de Reserva                         |
| 4.º Ejército                                           | Cuerpo de Guardias                                     | 21.ª División                                          |
| 4.º Ejército                                           | Cuerpo de Guardias                                     | 52.ª División de Reserva                               |
| 4.º Ejército                                           | Cuerpo de Guardias                                     | 6.ª División Schützen de Caballería                    |
| 4.º Ejército                                           | X Cuerpo de Reserva                                    | 49.ª División de Reserva                               |
| 4.º Ejército                                           | X Cuerpo de Reserva                                    | 23.ª División de Reserva                               |
| 4.º Ejército                                           | X Cuerpo de Reserva                                    | 11.ª División de Reserva                               |
| 4.º Ejército                                           | X Cuerpo de Reserva                                    | 56.ª División                                          |
| 4.º Ejército                                           | X Cuerpo de Reserva                                    | 6.ª División Bávara de Reserva                         |
| 4.º Ejército                                           | X Cuerpo de Reserva                                    | 39.ª División                                          |
| 4.º Ejército                                           | X Cuerpo de Reserva                                    | 40.ª División                                          |

## Comandantes
El 4.º Ejército tuvo los siguientes comandantes durante su existencia.
| Desde                 | Comandante                                             | Previamente                                       | Con posterioridad     |
| --------------------- | ------------------------------------------------------ | ------------------------------------------------- | --------------------- |
| 2 de agosto de 1914   | Generaloberst Duque Alberto de Wurtemberg              | VI Inspección del Ejército (VI. Armee-Inspektion) | Heeresgruppe Albrecht |
| 1 de agosto de 1916   | Generalfeldmarschall Duque Alberto de Wurtemberg       | VI Inspección del Ejército (VI. Armee-Inspektion) | Heeresgruppe Albrecht |
| 25 de febrero de 1917 | General de Infantería Friedrich Bertram Sixt von Armin | IV Cuerpo                                         | Dimitió               |